# NGC 3281C
NGC 3281C (другие обозначения — ESO 375-63, MCG -6-23-53, PGC 31173) — линзообразная галактика (S0) в созвездии Насос.
Этот объект не входит в число перечисленных в оригинальной редакции «Нового общего каталога» и был добавлен позднее.
Галактика NGC 3281C входит в состав группы галактик NGC 3223. Помимо NGC 3281C в группу также входят ещё 16 галактик.